# Klassiek modern ballet
Klassiek modern ballet behelst de danstechnische vaardigheden van klassiek ballet die deels in een 'modern jasje' worden gestoken. Uitsluitend Modern ballet houdt in dat de traditioneel-klassieke wijze van ballet ook wel deels wordt losgelaten en er vrijere manieren worden gebruikt om emoties en bijvoorbeeld maatschappelijke situaties vrijer en expressiever tot uiting te brengen. Grondleggers van dit ballet zijn bijvoorbeeld Martha Graham, Hans Snoek (Scapino Ballet), Mary Wigman en Staluse Pera.